# Holzhausen (Altmark)
Holzhausen is een plaats en voormalige gemeente in de Duitse deelstaat Saksen-Anhalt, en maakt deel uit van de gemeente Bismark (Altmark) in de Landkreis Stendal.
Het plattelandsdorpje Holzhausen is een Ortschaft van Bismark, en telde, eind 2018, 109 inwoners. Het ligt bijna 4 kilometer ten zuiden van het stadje Bismark.